# Гориці (Драгалич)
Гориці (хорв. Gorice) — населений пункт у Хорватії, у Бродсько-Посавській жупанії у складі громади Драгалич.

## Населення
Населення за даними перепису 2011 року становило 175 осіб.
Динаміка чисельності населення поселення:

## Клімат
Середня річна температура становить 11,38 °C, середня максимальна – 26,08 °C, а середня мінімальна – -5,64 °C. Середня річна кількість опадів – 912 мм.
| Клімат поселення                              | Клімат поселення | Клімат поселення | Клімат поселення | Клімат поселення | Клімат поселення | Клімат поселення | Клімат поселення | Клімат поселення | Клімат поселення | Клімат поселення | Клімат поселення | Клімат поселення | Клімат поселення |
| Показник                                      | Січ.             | Лют.             | Бер.             | Квіт.            | Трав.            | Черв.            | Лип.             | Серп.            | Вер.             | Жовт.            | Лист.            | Груд.            |                  |
| Середній максимум, °C                         | 7,13             | 9,03             | 13,34            | 17,98            | 22,94            | 26,08            | 25,20            | 24,42            | 20,68            | 15,56            | 9,98             | 5,78             |                  |
| Середня температура, °C                       | 0,73             | 2,62             | 6,97             | 11,59            | 16,53            | 19,70            | 21,34            | 20,56            | 16,82            | 11,70            | 6,10             | 1,90             |                  |
| Середній мінімум, °C                          | −5,64            | −3,75            | 0,56             | 5,20             | 10,15            | 13,32            | 17,47            | 16,69            | 12,96            | 7,82             | 2,24             | −1,96            |                  |
| Норма опадів, мм                              | 58               | 53               | 62               | 76               | 84               | 100              | 84               | 84               | 73               | 81               | 86               | 71               |                  |
| Середньомісячна швидкість вітру, м/с          | 1.60             | 1.89             | 2.20             | 2.10             | 1.94             | 1.80             | 1.77             | 1.60             | 1.60             | 1.60             | 1.60             | 1.70             |                  |
| Середньомісячна сонячна радіація, кДж/м²·день | 4323             | 7145             | 11016            | 15383            | 19507            | 21734            | 22604            | 20157            | 14964            | 9214             | 4888             | 3585             |                  |
| --------------------------------------------- | ---------------- | ---------------- | ---------------- | ---------------- | ---------------- | ---------------- | ---------------- | ---------------- | ---------------- | ---------------- | ---------------- | ---------------- | ---------------- |
| Джерело:                                      |                  |                  |                  |                  |                  |                  |                  |                  |                  |                  |                  |                  |                  |